# Federazione Italiana di Atletica Leggera
Die Federazione Italiana di Atletica Leggera (FIDAL) ist der Dachverband für Leichtathletik in Italien. Er wurde 1906 gegründet und gehörte 1913 zu den Gründungsmitgliedern der IAAF (seit 2020: World Athletics). Der Verband gliedert sich in 21 Regionalverbände und ihm gehören 188.608 Mitglieder in 2.607 Vereinen an (Stand 31. Dezember 2013). Leichtathletik als Breitensport wird auch in der Unione Italiana Sport Per tutti  betrieben.

## Geschichte
Die Vorläufer des Verbandes war die Unione Podistica Torinese (UPT, gegründet in Turin 1897). Die jetzige Satzung stammt aus der faschistischen Zeit mit dem Gesetz n. 426 vom 16. Februar 1942. Der Verband hat Anschluss an die internationale Entwicklung gehalten, indem ausländische Experten als Trainer und Trainerausbilder nach Italien geholt wurden u. a. Peter Tschiene, Juri Verchoshanskij und Arthur Lydiard. Funktionäre der FIDAL haben immer wieder im CONI eine wichtige Rolle gespielt, so dass die Leichtathletik in der italienischen Sportpolitik überproportional vertreten ist/war. Zur Traditionspflege hat die FIDAL zudem mit der Hall of Fame della FIDAL eine Ehrengalerie.